# Citizen Watch

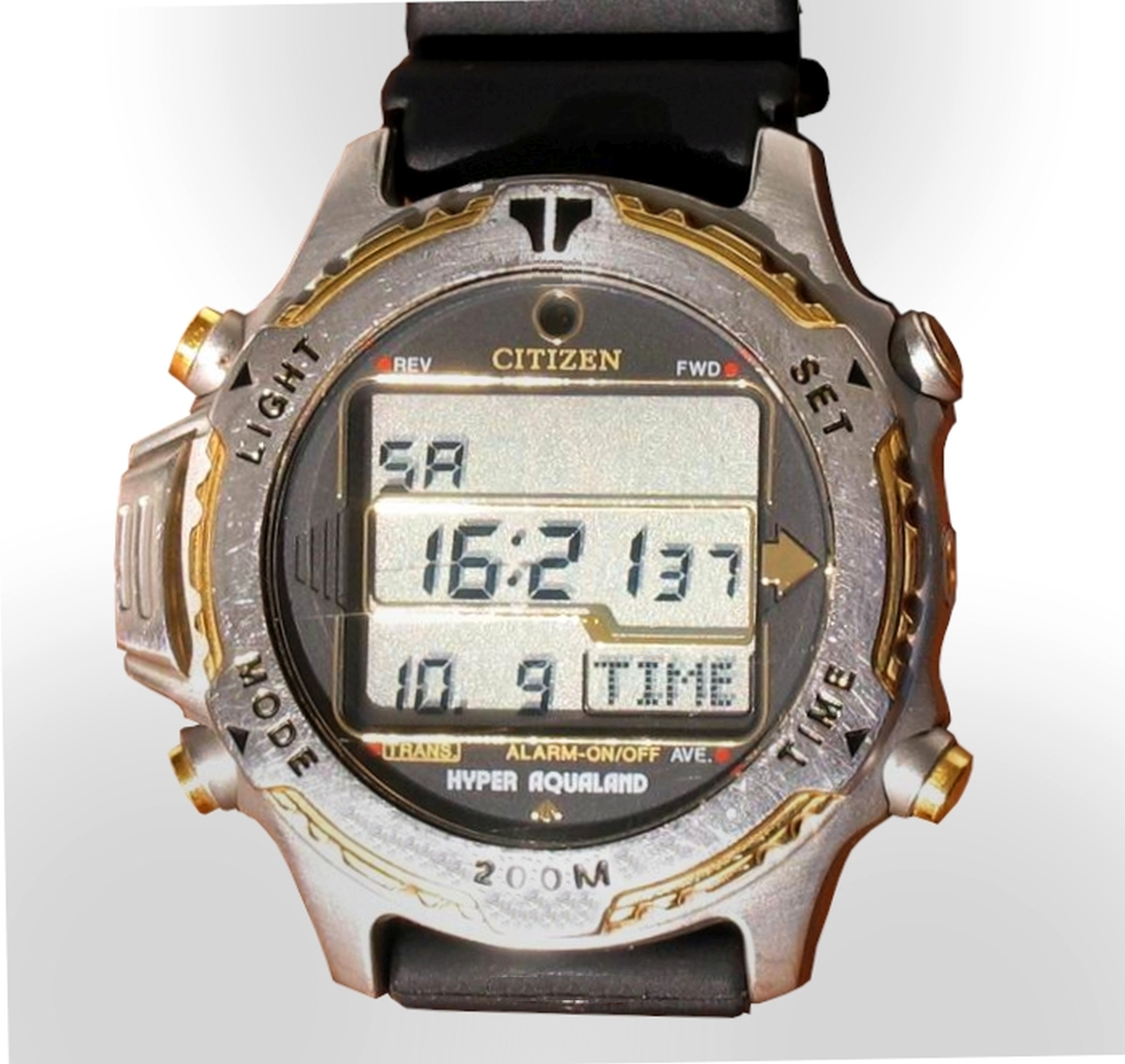
Citizen „Aqualand“-Taucheruhr mit integriertem Tiefenmesser

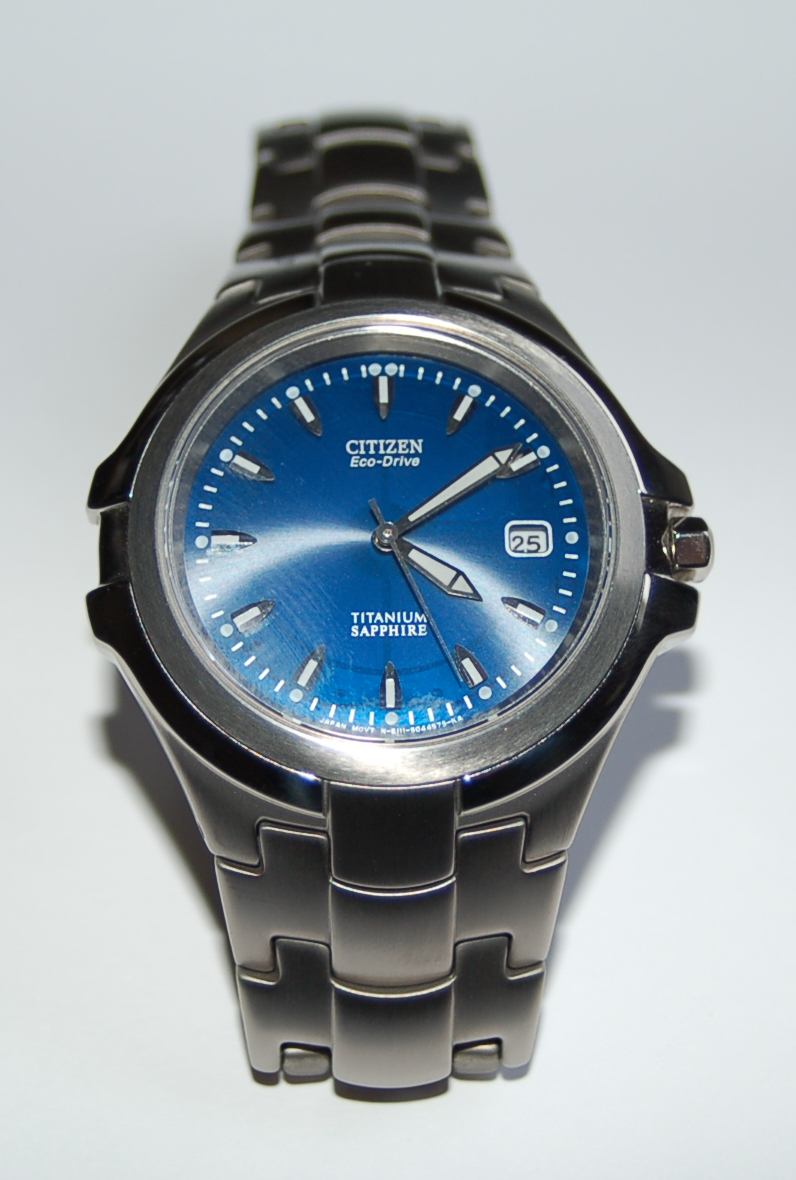
Citizen „Marinaut“-Titanuhr mit Solar-Eco-Drive

Citizen Watch Co., Ltd. (japanisch シチズン時計株式会社, Shichizun Tokei Kabushiki-gaisha), ist ein japanischer Uhren- und Uhrwerkehersteller.

## Geschichte

### Anfänge
Der Vorläufer des Unternehmens, das Shōkōsha Tokei Kenkyūsho (尚工舎時計研究所), wurde 1918 in Tokio gegründet. Die mit Schweizer Maschinen produzierte Ware verkaufte man seit 1924 als Citizen Watch. Im Rahmen der Umstrukturierung des Unternehmens in die Citizen Holdings 1930 wurde die Uhrenproduktion in die Citizen Watch Co., Ltd ausgegliedert. 1936 begann das Unternehmen Taschenuhren zu exportieren.

### Nach 1945
Nach dem Zweiten Weltkrieg expandierte das Unternehmen verstärkt. 1958 brachte Citizen die erste japanische Armbanduhr mit Weckfunktion heraus, im gleichen Jahr begann auch die Zusammenarbeit mit dem amerikanischen Uhrenhersteller Bulova. Bis 1965 fertigte Citizen ausschließlich Uhren mit Handaufzug, aber um konkurrenzfähig zu bleiben, wurden im gleichen Jahr erste Automatikuhren aus eigener Produktion angeboten. 1966 lancierte Citizen die erste japanische Armbanduhr mit elektromechanischem Werk. 1970 folgte die erste Stimmgabelarmbanduhr und 1972 die erste Quarzuhr mit LC-Anzeige.
Citizen Watch war nach Favre-Leuba einer der ersten Uhrenhersteller, der Armband-Taucheruhren mit integriertem Tiefenmesser entwickelte. Diese Funktion ist auch in digitalen Tauchcomputern enthalten. Anfang der 1990er-Jahre war Citizen der erste Großserienhersteller, der Uhrengehäuse aus Titan fertigte.
Ein weiterer Schritt ist die Modellreihe Citizen Eco-Drive mit solarbetriebenen Quarz-Armbanduhren mit Dunkelgangreserve, auch als Funkuhrversion verfügbar.

### Heute
Inzwischen ist Citizen Watch der weltgrößte Uhren- und Uhrwerkehersteller. Überdies ist er einer der drei japanischen Hersteller, die auch mechanische Werke fertigen. Die Hauptkonkurrenten sind Seiko und Casio. Die mechanischen Uhrwerke mit Selbstaufzug werden von der zu 65 % zur Citizen Watch Group gehörenden, 1959 gegründeten japanischen Firma Miyota hergestellt und tragen den Markennamen MIYOTA. Die bedeutendsten Uhrwerke von Miyota sind die auch von vielen anderen Uhrenherstellern verwendeten Caliber 8215 (hergestellt seit 1977, 21 Lagersteine, 5,2 mm Bauhöhe, 21.600 Schwingungen/h, 42 Stunden Gangreserve) und 9015 (hergestellt seit 2009, 25 Lagersteine, 3,9 mm Bauhöhe, 28.800 Schwingungen/h, 42 Stunden Gangreserve).
Mit der nur in Japan angebotenen „Citizen Chronomaster“ stellt Citizen Watch die mit einer zugesagten maximalen Gangabweichung von ±5 Sekunden je Jahr derzeit weltweit genaueste Quarzuhr für den Endverbrauchermarkt her. Dies wird unter anderem durch die Verwendung eines thermokompensierten Quarzwerks (Kaliber A660) erreicht.
Citizen Watch ist heute eine Tochtergesellschaft der Citizen Holdings.

## Modelle und Marken

### Eco-Drive
Bei den Eco-Drive-Modellen (engl. ökologischer Antrieb) handelt es sich um Quarz-Armbanduhren, die Strom über eine verbaute Solarzelle, Bewegung oder Wärme beziehen und somit keinen Batteriewechsel erfordern. Die selten anzutreffende, und mittlerweile nicht mehr produzierte, Eco-Drive Duo bezog ihre Energie aus einer Kombination aus Solarenergie und Bewegung. Das Modell Eco-Drive Thermo nutzt die Temperaturdifferenz zwischen dem Körper des Trägers und der Umwelt zur Energiegewinnung aus. Obwohl diese Technologien alle in Citizen-Uhren verwendet wurden und werden, findet sich auf der Website des Unternehmens nur die Version, die Solarenergie zur Stromproduktion nutzt.

### Funkgesteuerte Uhren
Die funkgesteuerten Uhren von Citizen synchronisieren mit Zeitzeichensendern in Japan, China, Nordamerika und Europa. Sie wählen die dazu notwendige Frequenz zur Synchronisation basierend auf der Heimzeitzone. Diese Uhren verfolgen sowohl die Heimzeitzone, als auch die aktuelle Zeitzone. Die Synchronisation erfolgt jedoch stets mit der Heimzeit. Auf Reisen können diese beiden Zeitzonen vertauscht werden, um das korrekte Funksignal für die Ortszeit zu empfangen. Weitere Modelle funkgesteuerter Uhren synchronisieren, je nach Signalstärke, mit den Atomuhren in Colorado oder Deutschland. Diese Uhren arbeiten ebenfalls mit der Eco-Drive-Technologie.

### Independent und Collector
Mit der Independent-Linie verfolgt Citizen ein mehr modernes, zeitgenössisches Design, als die traditionelle Citizen-Marke. Abhängig vom Markt werden diese Uhren unter Namen wie „Secret“ oder „Lighthouse“ verkauft. Außerdem bietet Citizen zahlreiche Uhrenmodelle für Sammler an.

### Q&Q
Q&Q ist eine Herstellermarke der Japan CBM Corporation in Tokyo, seit 2002 ein vollständiges Tochterunternehmen der Citizen Watch Group. Hierbei stehen Q&Q für engl. Quality and Quantity oder dt. Qualität und Quantität. Im Oktober 1976 begann Citizen Armbanduhren unter dem Namen Q&Q Exclusive zu vertreiben. 1999 erreichte Q&Q die Marke von 20 Millionen weltweit verkaufter Uhren. Im Programm sind vor allem analoge Quarzarmbanduhren.

### Noblia
1985 wurde die Uhr Zen Noblia Ultra Slim als Modell von Citizen vorgestellt. Von 1986 bis 1997 bot Citizen Uhren unter der Marke Noblia an. Diese waren im hochpreisigen Segment angesiedelt und kombinierten ein traditionell-klassizistisches Design mit modernen Quartzuhrwerken, die Uhren mit dem Citizen 6700 Werk waren die ersten Quarzuhren mit ewigem Kalender überhaupt. Alle Uhren hatten ein Werk von Citizen, die Gehäuse stammten aus Schweizer Fertigung und ein Teil der Uhren wurde in Deutschland montiert, so etwa die Noblia Lunar. Mit einer Kollektion von Keramikuhren wurde 1997 Noblia eingestellt.
Noblia war Ausstatter und Sponsor des Louis Vuitton Cup und des Star North American Championship.

## Trivia
Der seit 1918 verwendete Firmenname Citizen soll zum Ausdruck bringen, dass die Uhren der Marke für jeden Bürger erschwinglich sind.
Die erste gefertigte Taschenuhr wurde 1918 dem japanischen Kaiser feierlich überreicht.